# Manuscrit de Poppleton
El manuscrit de Poppleton és el nom donat a un còdex del segle xiv conservat avui a la Biblioteca Nacional de París (Ms Latin 4126). Va ser compilat molt probablement per Robert de Poppleton, frare carmelita i prior de Hulne, prop d'Alnwick, al Northumberland. El manuscrit conté nombroses obres, com ara un mapa del món (amb índex) i escrits d'Orosi, Jofre de Monmouth i Gerald de Gal·les.

## Autoria
Robert de Poppleton, frare carmelita i abans sacerdot a York, sembla haver estat adscrit al convent carmelita de Hulne quan s'estava compilant el manuscrit, el qual n'havia previst la producció per a aquella institució. Tanmateix, es creu que gran part de la feina es va fer a York utilitzant els recursos de la biblioteca del priorat agustí. Es creu que la redacció es va fer al mateix priorat (segons Hudson) o a la casa carmelitana de York (segons Friedman). Al f. 211v s'hi fa una referència explícita a la compilació de l'obra a York i Friedman assenyala que dotze textos del manuscrit es poden identificar amb elements que figuren al catàleg de la biblioteca del convent agustí. Una possibilitat alternativa, no necessàriament excloent a les altres teories, assenyala que Robert de Poppleton hauria visitat l'abadia de Santa Maria de York, ja que va ser allà on al segle xvi John Leland va trobar una còpia de la Topographia Hiberniae.

## Contingut
El manuscrit és famós perquè conté set documents consecutius sobre l'Escòcia medieval, alguns dels quals són exclusius del manuscrit i es consideren fonts importants. Els sis primers, almenys, probablement havien estat compilats anteriorment a Escòcia, a principis del segle xiii. El seu contingut és el següent:
1. De Situ Albanie; que sembla ser una introducció als cinc o sis textos següents. El manuscrit de Poppleton en conserva l'única còpia.
2. Cronica de origine antiquorum Pictorum (és a dir, Crònica sobre els orígens dels antics pictes). És una part de la Crònica Picta; es tracta en gran part d'un pastitx d'un aprenentatge llatí més ampli sobre els pictes i els escocesos. Conté extractes de l'Etymologiae d'Isidor de Sevilla i de la Historia Brittonum de Nennius.
3. Una llista de reis pictes. És una altra part de la Crònica Picta. Es tracta d'una llista de reis pictes en gran part no gaelicitzada, que conté una secció mitològica inicial no present a moltes altres llistes de reis pictes. A diferència de les llistes de reis pictes relacionades, s'atura amb l'adhesió de Cináed mac Ailpín. Revela els seus orígens a Abernethy conservant una "carta" de fundació espúria per al seu monestir, suposadament atorgada pel rei Nechtan (fl. principis del segle VII), a qui anomena Nectonius magnus filius Uuirp.
4. Crònica dels Reis d'Alba. És una breu crònica dels reis d'Alba, des del període del rei Cináed mac Ailpín (m. 858) fins al regnat del rei Cináed mac Maíl Coluim (r. d. 995). Pel que fa al De Situ Albanie, el manuscrit de Poppleton en conserva l'únic exemplar.
5. Una llista de monarques de Dál Riata i escocesos. Aquest parell de llistes de reis unides comença amb el llegendari Fergus Mór mac Eirc i acaba amb Guillem I.
6. Una genealogia de Guillem I. Aquesta genealogia es remunta fins a Adam, a través del Goídel Glas. És només un registre o traducció parcial d'una genealogia gaèlica, en la qual mac i meic han estat substituïts per filius i filii. Pràcticament tots els avantpassats anteriors a David I tenen els seus noms en el genitiu irlandès mitjà.
7. Una llegenda de la fundació de la ciutat de St Andrews. Pot ser que no l'hagués compilada l'autor del De Situ Albanie al segle xiii, perquè no encaixa amb la lògica que presenta el manuscrit del primer document al sisè, i no té relació amb la llegenda o el tema que s'esmenta al De Situ Albanie.

El valor del manuscrit s'ha mostrat a les publicacions de William Forbes Skene i d'Alan Orr Anderson i la seva dona Marjory Anderson. Durant l'últim mig segle s'han escrit desenes d'articles sobre diversos aspectes del seu contingut escocès, tot i que els estudis del manuscrit en la seva globalitat han estat més rars.